# Antherotoma debilis
Antherotoma debilis är en tvåhjärtbladig växtart som först beskrevs av Otto Wilhelm Sonder, och fick sitt nu gällande namn av Jacq.-fél.. Antherotoma debilis ingår i släktet Antherotoma och familjen Melastomataceae. Inga underarter finns listade i Catalogue of Life.